# Chris Haiveta
Chris Haiveta, född 1960 är guvernör i provinsen Gulf på Papua Nya Guinea sedan augusti 2002, han var även guvernör 1997-1998, han var också vice regeringschef 7 september 1994-30 maj 1997.